# Dekanat Unalaska
Dekanat Unalaska – jeden z ośmiu dekanatów diecezji Alaski Kościoła Prawosławnego w Ameryce.
Na terytorium dekanatu znajdują się następujące parafie:
- Parafia św. Aleksandra Newskiego w Akutan
- Parafia św. Mikołaja w Atce
- Parafia Zmartwychwstania Pańskiego w Belkofsky
- Parafia św. Mikołaja w Chignik Lake
- Parafia św. Mikołaja w False Pass
- Parafia św. Hermana z Alaski w King Cove
- Parafia św. Mikołaja w Nikolski
- Parafia św. Jana Teologa w Perryville
- Parafia św. Mikołaja w Pilot Point
- Parafia św. Matrony w Port Heiden
- Parafia Podwyższenia Krzyża Pańskiego w South Naknek
- Parafia św. Jerzego w St. George
- Parafia Świętych Piotra i Pawła w St. Paul
- Parafia Wniebowstąpienia Pańskiego w Unalasce

Ponadto na terenie dekanatu działa placówka misyjna w Chignik Lagoon.